# باشگاه ۶۵۲۳
سیارک ۶۵۲۳ (به انگلیسی: 6523 Clube، نامگذاری:1991TC) شش هزار و پانصد و بیست و سومین سیارک کشف شده‌است که در ۱ اکتبر ۱۹۹۱ کشف شد.
قدر مطلق سیارک برابر ۱۵٫۱۰ است.